# Knowing Me, Knowing You
«Knowing Me, Knowing You» (Conociéndome, conociéndote) es una canción y un sencillo lanzado por el grupo de pop sueco ABBA. Es el último del exitoso álbum "Arrival", que lo incluye como la pista 5.

## La canción
"Knowing Me, Knowing You" comenzó a grabarse el 23 de marzo de 1976 en los estudios Metronome en Estocolmo bajo el título "Ring It In" luego cambiado a "Number One, Number One" para después ser bautizada por Stig Anderson como "Knowing Me, Knowing You".
Los músicos que intervinieron en la grabación de esta melodía fueron: Benny Andersson (teclados), Janne Schaffer y Björn Ulvaeus (guitarras), Rutger Gunnarsson (bajo), Ola Brunkert (batería), Malando Gassama (percusiones), el 24 de mayo de 1976 Lasse Wellander agregó una guitarra más en la melodía.
Es una de las primeras canciones de ABBA en tratar el tema de las rupturas amorosas. Aunque el título vino de Stig Anderson, el resto de la letra fue escrito por Björn. El cual ha negado rotundamente que en la letra se muestre su situación en el momento de escribirla. "Aunque el sentimiento estuviera escondido dentro de mí por algo que estuviera pasando conmigo, continúa siendo el 90 por ciento ficción; Solamente trabaje con imágenes. Vi a un hombre caminando a través de una casa vacía por última vez como símbolo de divorcio y solo describí lo que veía, nunca lo había pensado en mí mismo en ese entonces" comenta Björn acerca de la canción en un libro autobiográfico. Benny Andersson, mencionó esta canción como una de las mejores de ABBA en una entrevista en 2004, junto con Dancing Queen, The Winner Takes It All y When I Kissed The Teacher.
La canción forma parte actualmente del musical Mamma Mia!, basado en las canciones de ABBA. Comúnmente fue interpretada por el grupo en sus tours de 1977, de 1979 y de 1980.

## Happy Hawaii
Happy Hawaii (Feliz Hawái) es la canción del lado B. Fue escrita por Benny y Björn en 1976. Fue grabada el 14 de mayo de 1976, en los estudios Metronome en Estocolmo, llamada primeramente "Hawaii" y después nombrada "Memory Lane", tiempo después fue arreglada de otra forma y grabada como Why Did It Have To Be Me?. La pista esta arreglada con los típicos sonidos del archipiélago hawaiano. La canción habla sobre una mujer que al fin viajará a Hawái y que está muy emocionada por hacerlo. Este tema viene incluido en el álbum Arrival como tema extra nº12.

## El vídeo
El primer video fue hecho en enero de 1977 en la isla de Lidingö y en los estudios SVT en Estocolmo. En éste se observa a Frida y Agnetha caminan por la nieve, luego salen escenas de abrazos entre las dos parejas del grupo, y al final se ven las chicas alejándose. Fue dirigido por Lasse Hallström.
El segundo video fue hecho en el verano de 1977 en donde el grupo está en un yate y se ve a Frida cantando en la playa. 
Actualmente está disponible en los DVD The Definitive Collection (DVD), ABBA Number Ones (DVD), ABBA: 16 Hits y en ABBA Gold (DVD).
En el DVD del álbum "Arrival: Deluxe Edition" hay un video de animación de la canción "Happy Hawaii".

## Conociéndome, Conociéndote
Conociéndome, conociéndote es la versión en español de la canción. Fue compuesta por Buddy y Mary McCluskey, y grabada el 7 de enero de 1980 en los estudios Polar Music. La canción forma parte del disco Gracias por la Música como la pista 11, en ABBA Oro como la pista 10 y como tema extra del álbum Arrival. Fue lado B de la versión en español de Fernando en Argentina.

## Listas
| Lista                                       | Posición |
| ------------------------------------------- | -------- |
| Alemania Top 50 radiodifusión               | 1        |
| Alemania Top 50 ventas                      | 1        |
| Irlanda Top 30 IRMA Singles Chart           | 1        |
| Israel Top 40 sencillos                     | 1        |
| México Lista de Sencillos Internacionales   | 1        |
| UK Singles Chart                            | 1        |
| Sudáfrica Top 20 Springbok Singles Chart    | 1        |
| Eurochart Hot 100 Singles                   | 1        |
| Inostrani Singlovi Jugoslavija              | 1        |
| Austria Top 75 sencillos                    | 2        |
| Bélgica Top 30 BRT sencillos                | 2        |
| Bélgica Top 30 Humo Sencillos               | 2        |
| Canadá Top 50 Singles Chart                 | 2        |
| Finlandia Suosikki sencillos                | 2        |
| Holanda Top 30 National Hitparade sencillos | 2        |
| Suiza Top 100 Sencillos                     | 2        |
| Holanda Dutch Top 40                        | 3        |
| Costa Rica Top 50 Radio Uno                 | 5        |
| Canadá RPM Adult Contemporany               | 6        |
| Noruega Top 20 VG sencillos                 | 6        |
| E.U.A. Billboard Adult Contemporany Chart   | 7        |
| Nueva Zelanda Top 40 RIANZ Singles Chart    | 8        |
| Australia Top 50 ARIA Singles Chart         | 9        |
| Francia Top 30 Sencillos                    | 9        |
| Portugal Top 20 Sencillos                   | 9        |
| Nueva Zelanda Airplay Singles Chart         | 9        |
| E.U.A. Top 100 Cashbox Singles Chart        | 11       |
| Zimbabue Top 20 Singles Chart               | 11       |
| Billboard Hot 100                           | 14       |
| España Los 40 Principales                   | 15       |
| E.U.A. Top 100 Record World Singles Chart   | 15       |
| Finlandia Top 40 YLE                        | 16       |
| España Singles/Ventas                       | 17       |

### Trayectoria en listas
| Posición | 80 | 63 | 53 | 38 | 35 | 31 | 27 | 24 | 19 | 16 | 14 | 14 | 19 | 52 | 57 |

| Posición | 48 | 18 | 7 | 2 | 2 | 1 | 1 | 1 | 1 | 1 | 7 | 12 | 30 |

| Posición | 40 | 18 | 11 | 9 | 9 | 10 | 15 | 18 | 24 | 32 | 33 | 44 | 62 | 78 | 83 |

### Listas de Fin de Año
| País                             | Posición | Año  |
| -------------------------------- | -------- | ---- |
| Alemania                         | 10       | 1976 |
| Israel                           | 22       | 1977 |
| Australia                        | 88       | 1977 |
| Bélgica                          | 25       | 1977 |
| Estados UnidosBillboard Hot 100  | 97       | 1977 |
| Estados UnidosAdult Contemporany | 37       | 1977 |
| Francia                          | 52       | 1976 |
| México                           | 1        | 1977 |
| Países Bajos                     | 77       | 1977 |
| Reino Unido                      | 6        | 1977 |
| Suiza                            | 9        | 1977 |

## Certificaciones
| País           | Certificación | Ventas    |
| -------------- | ------------- | --------- |
| Reino Unido    | Oro           | + 770 000 |
| Estados Unidos | Oro           | + 540 000 |